# Luka Rupnik
Luka Rupnik, né le 20 mai 1993 à Ljubljana en Slovénie, est un joueur slovène de basket-ball. Il évolue au poste de meneur. Il évolue depuis la saison 2023-2024 au Poitiers Basket 86.

## Biographie
Au mois de juillet 2020, il s'engage pour une saison avec Nymburk en première division tchèque.